# Pseudonapomyza moraviae
Pseudonapomyza moraviae är en tvåvingeart som beskrevs av Cerny 1992. Pseudonapomyza moraviae ingår i släktet Pseudonapomyza och familjen minerarflugor.
Artens utbredningsområde är Tjeckien. Inga underarter finns listade i Catalogue of Life.